# Schweizer Eishockeymeisterschaft 1926/27
Die Saison 1926/27 war die 17. reguläre Austragung der Schweizer Eishockeymeisterschaft. Meister wurde der HC Davos.

## Hauptrunde

### Serie Ost
25. Dezember 1926 in St. Moritz
- EHC St. Moritz – HC Davos 1:2

Der HC Davos qualifizierte sich damit für den Meisterschaftsfinal.

### Serie West
19. Dezember 1926 in Château-d’Oex
- HC Château-d’Œx – HC Caux 13:1
- HC Rosey Gstaad – Star Lausanne 15:0

FinalHC Rosey Gstaad – HC Château-d’Œx 5:1
Der HC Rosey Gstaad qualifizierte sich damit für den Meisterschaftsfinal.

## Meisterschaftsfinal
Der Final wurde am 2. Januar 1927 in Gstaad vor 1'200 Zuschauern ausgetragen.
- HC Rosey Gstaad – HC Davos 1:7